# Науатль

Науа́тль, або ацтекська мова, мексиканська мова (на́ватль; nāhuatl, МФА: [ˈnaːwatɬ]; mexìcatlàtōlli) — мова ацтеків, одна з індіанських мов, що включається до тано-ацтекської сім'ї. Е. Сепір зараховує науатль до юто-ацтекських мов. Н. А. Мак-Куаун включає науатль до коранської підгрупи. К. Л. Гейл та Ч. Ф. Веґлін припускають належність наватля до групи таракаїта.
Розповсюджена в Мексиці, в основному між містами Мехіко та Тустла-Ґутьєррес. Чисельність мовців перевищує 1,5 млн.

## Характеристика
Виділяють три групи діалектів: науатль (йому властива заміна питомого юто-ацтекського [t] сполукою [tl] у позиції перед голосним); науаль (сполука [tl] замінена на [l]) та науат (збережено питомий [t]).
Фонологія загалом свідчить про риси тихоокеанського типу. Консонантизму властива присутність африкат, гортанна змичка, лабіалізований [kw]. Науатль має найдовшу з усіх юто-ацтекських мов серію проривних приголосних. Вокалізм — слабкий, представлений лише чотирма фонемами: [i], [e], [a], [o].
Морфологія аглютинативна з помірно розвинутим полісинтетизмом. У відміні та словотворі широко використовуються афікси (здебільшого суфікси), редуплікація, об'єднання слів у єдиний словокомплекс (напр.: tōtol-in «курка», te-tl «камінь», tlaxcalli «яйце» > tōtol-te-tlaxcalli «яєшня»). Для висловлення просторових та часових значень широко використовуються післяйменники (постфікси).
Лексика має велику кількість запозичень з іспанської мови.

## Історія
До іспанського панування науатль був мовою ацтекської культури. Припускають, що науатлем говорили близько 6 млн людей. В епоху розквіту ацтекської імперії (XIV—XVI століття) розвивалась ацтекська писемність піктографічого типу з елементами ієрогліфіки. По приході іспанців було створено письмо на основі латинки (XVI століття); у XVII—XVIII століттях латинізованим письмом були відтворені деякі класичні ацтекські твори історичного, філософського та релігійного характеру. Також з'являються численні нові тексти. У XX столітті науатль починають викладати в початковій школі, ним видаються підручники, хрестоматії, збірки фольклору.
У 2008 році мер Мехіко (тут розмовляють мовою науатль бл. 30 тис. осіб) Марсело Ебрард розпочав проєкт з відродження науатля, змусивши міських службовців вивчати цю мову. 13 жовтня 2015 року вперше була звершена католицька меса мовою науатль — у Гваделупській базиліці Мехіко.